# Iganovo
Iganovo (Bulgaars: Иганово) is een dorp in de Bulgaarse gemeente Karlovo, oblast Plovdiv. Het dorp ligt hemelsbreed 59 km ten noorden van Plovdiv en 110 km ten oosten van Sofia. 

## Bevolking
Op 31 december 2020 telde het dorp Iganovo 463 inwoners. Het aantal inwoners vertoont al vele jaren een dalende trend: in 1975 had het dorp nog 786 inwoners.
|  |

In het dorp wonen vooral etnische Bulgaren, maar ook een substantiële minderheid van de Roma. In de optionele volkstelling van 2011 identificeerden 226 van de 295 ondervraagden zichzelf als etnische Bulgaren, oftewel 76,6%. De overige inwoners identificeerden zichzelf vooral als etnische Roma (68 ondervraagden, oftewel 23,1%).
| Etnische samenstelling van de respondenten (2011) | Etnische samenstelling van de respondenten (2011) | Etnische samenstelling van de respondenten (2011) | Etnische samenstelling van de respondenten (2011) | Etnische samenstelling van de respondenten (2011) |
| ------------------------------------------------- | ------------------------------------------------- | ------------------------------------------------- | ------------------------------------------------- | ------------------------------------------------- |
|                                                   |                                                   |                                                   |                                                   |                                                   |
| Bulgaren                                          | Bulgaren                                          |                                                   | 76,6%                                             | 76,6%                                             |
| Turken                                            | Turken                                            |                                                   | 0,0%                                              | 0,0%                                              |
| Roma                                              | Roma                                              |                                                   | 23,1%                                             | 23,1%                                             |
| Anders/Onbekend                                   | Anders/Onbekend                                   |                                                   | 0,3%                                              | 0,3%                                              |

## Afbeeldingen

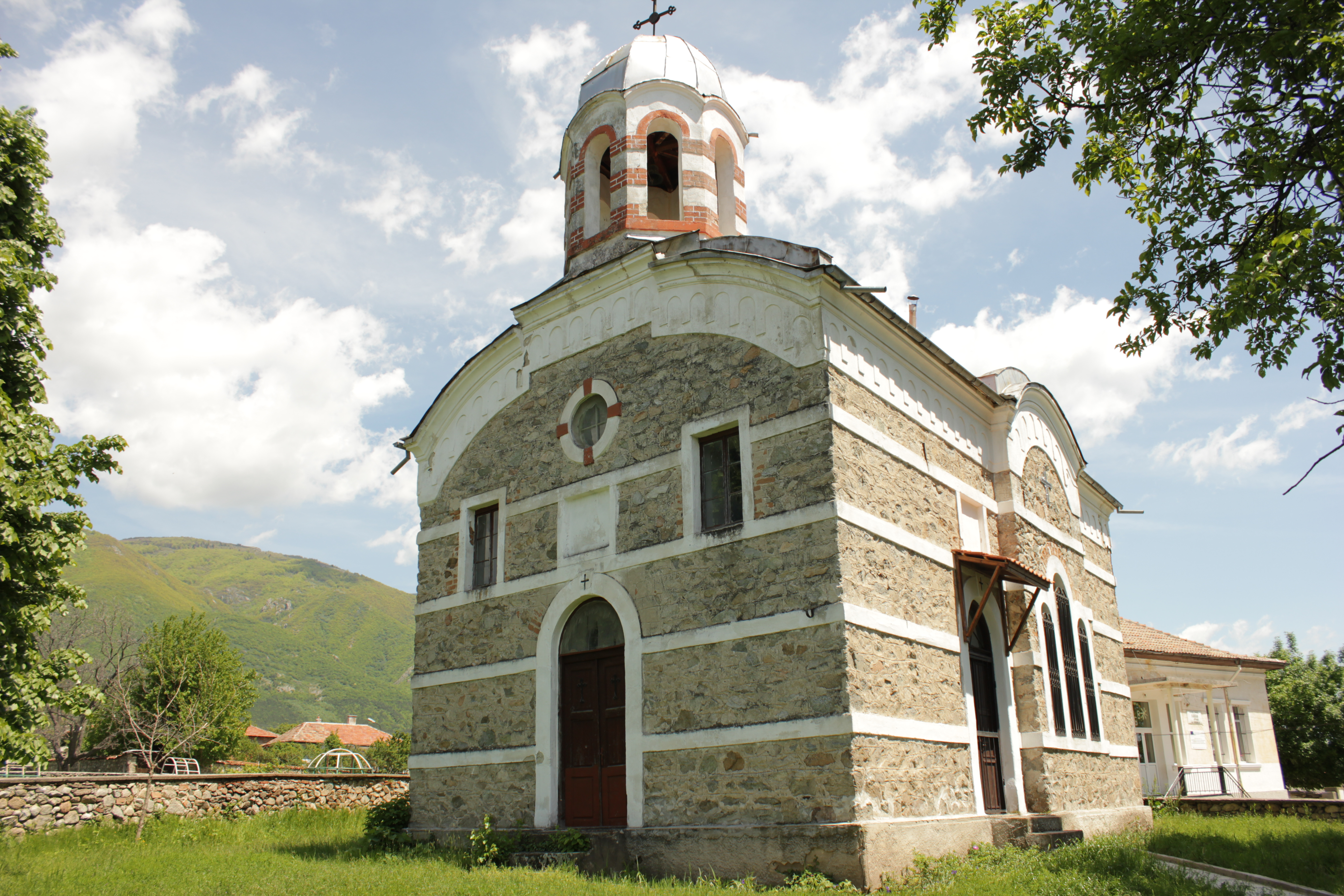
De kerk van Iganovo
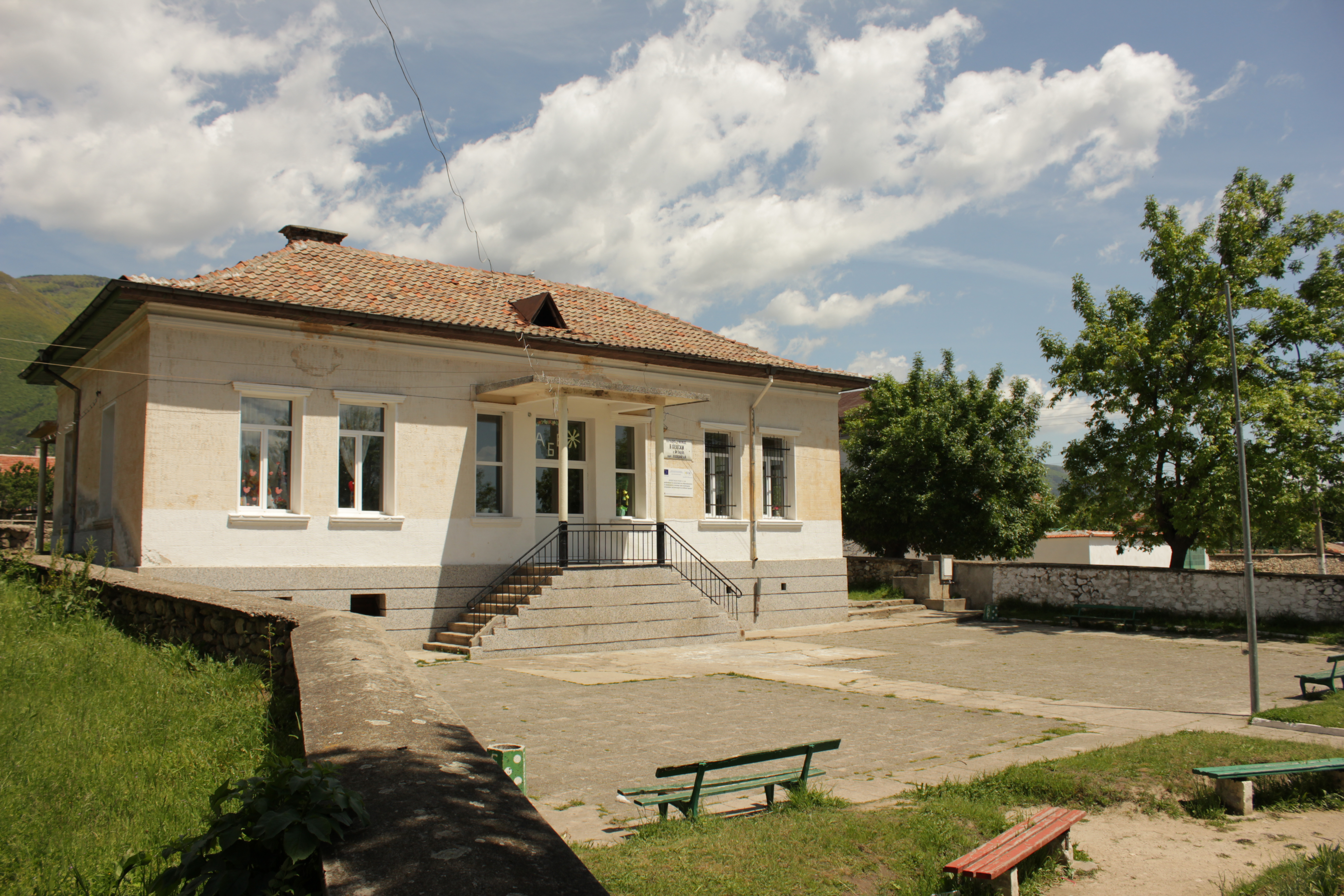
Het referentiebibliotheek
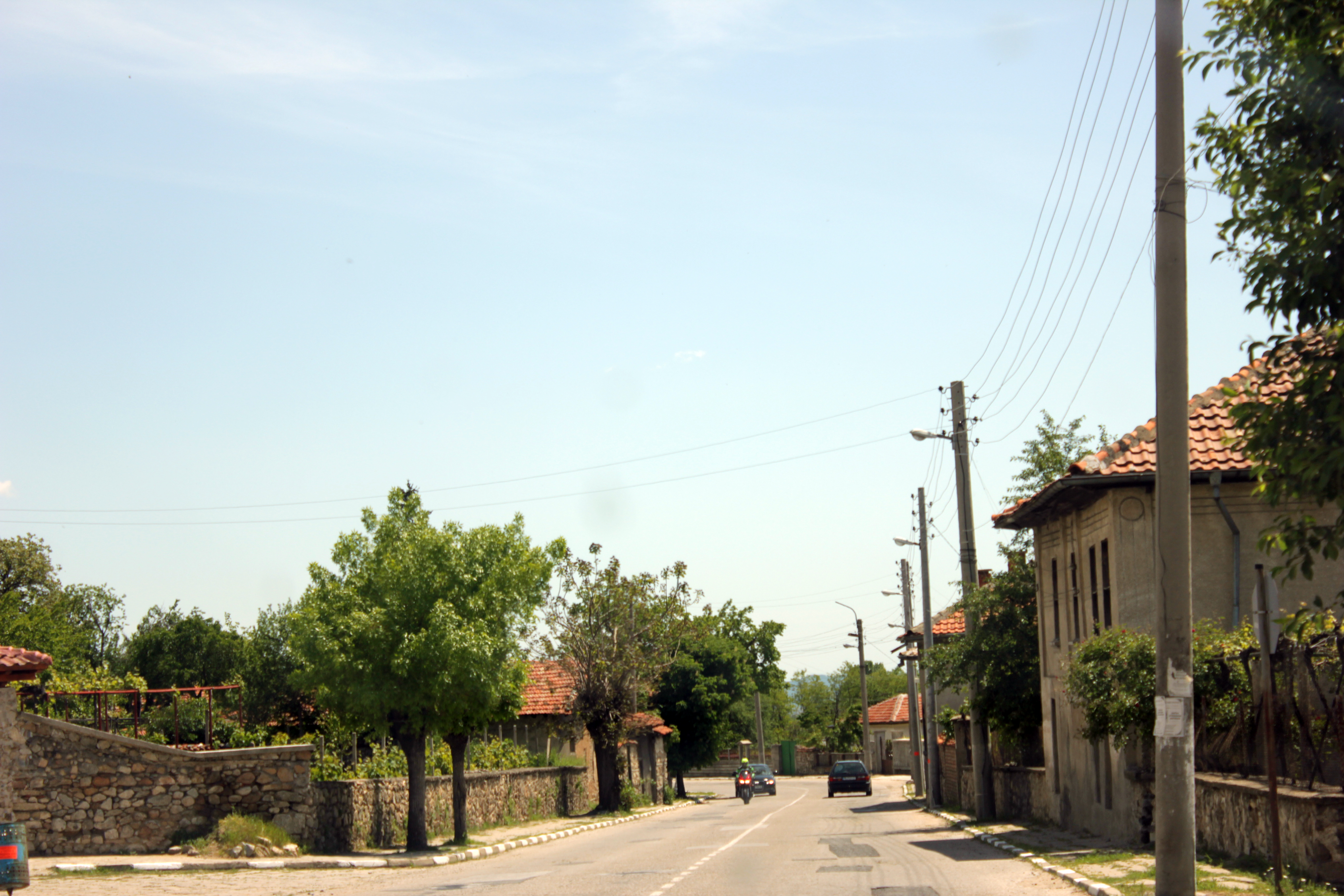
Een straat in het dorp

Banja · Begoentsi · Bogdan · Christo Danovo · Dabene · Domljan · Gorni Domljan · Iganovo · Kalofer · Karavelovo · Karlovo · Karnare · Kliment · Klisoera · Koertovo · Marino Pole · Moskovets · Mratsjenik · Pevtsite · Prolom · Rozino · Slatina · Sokolitsa · Stoletovo · Vasil Levski · Vedrare · Vojnjagovo